# Bullas
Bullas település Spanyolországban, Murciában. Bullas Mula és Cehegín községekkel határos. Lakosainak száma 11 793 fő (2024).

## Népesség
A település népessége az elmúlt években az alábbi módon változott:
| Lakosok száma | 11 013 | 11 435 | 12 020 | 12 493 | 12 321 | 12 061 | 11 546 | 11 530 | 11 627 | 11 793 |
|               | 2001   | 2004   | 2007   | 2009   | 2012   | 2014   | 2017   | 2019   | 2022   | 2024   |